# Kirgisistandeutsche
Der Begriff Kirgisistandeutsche (kirgisisch Кыргызстандагы немистер, wiss. Transliteration Kyrgyzstandagy nemister; russisch кыргызские немцы oder кыргызстанские немцы, wiss. Transliteration kyrgyzskije nemcy / kyrgyzstanskije nemcy) ist ein Sammelbegriff für deutschstämmige Menschen, die im heutigen Kirgisistan lebten oder heute noch dort leben.

## Anzahl
Die meisten Kirgisistandeutschen sind seit Mitte der 1970er-Jahre und vor allem nach dem Zusammenbruch der Sowjetunion und der Unabhängigkeit Kirgisistans im Jahre 1991 nach Deutschland bzw. Russland ausgewandert, da mit dem Zusammenbruch der Kolchosen und staatlichen Industriebetriebe ein Großteil ihrer Arbeitsplätze verlorenging. Im Jahre 1989 lebten etwa 110.000 Kirgisistandeutsche in Kirgisistan; heute bildet der verbliebene Rest von ca. 20.000 nur noch eine Minderheit von ungefähr 0,4 % in dem zentralasiatischen Land.

## Religion
Die Kirgisistandeutschen sind zumeist Evangeliumschristen-Baptisten und Mennoniten, zum Teil auch Lutheraner, zum kleinen Teil auch Adventisten und Katholiken.

## Geschichte

### Erste Siedlungen im Talas-Tal
Erste deutsche Spuren in Kirgisistan gehen auf die Jahre um 1860 zurück, als Russland die zentralasiatischen Khanate eroberte. Damals ließen sich vereinzelt auch einige Deutsche, meist Lutheraner aus dem Baltikum, als Fachleute in Mittelasien nieder. 1880 bekamen strenggläubige Russlandmennoniten aus dem Wolgagebiet und der Südukraine die Erlaubnis aus St. Petersburg, nach Turkestan auszuwandern. Größtenteils wollten sie aus religiösen Motiven nicht mehr im europäischen Russland bleiben, da ihnen dort die Wehrpflicht drohte. Zwei Jahre Wanderung nahmen sie auf sich und kamen dann endlich in das „Heilige Land“, wie sie es selbst nannten. Der russisch-deutsche Gouverneur Turkestans, Konstantin von Kaufman, lud die Siedler ein und sicherte ihnen eine steuerfreie Ansiedlung und 25 Jahre Befreiung vom Wehrdienst zu. Das Versprechen der Steuerbefreiung wurde jedoch nicht eingehalten, weshalb 73 Familien unter Jakob Janzen in das Talas-Tal weiterwanderten. Zwischen den Talas-Zuflüssen Urmaral und Kumuschtak gründeten sie vier kleine Dörfer: „Köppental“, „Nikolaipol“, „Gnadental“, und „Gnadenfeld“. Bei der Eintragung in das Verzeichnis russischer Ansiedlungen in Zentralasien 1893 wurden die deutschen Namen aber nicht anerkannt, und drei der vier Dörfer erhielten russische Namen: Köppental wurde „Romanowka“, Gnadental wurde „Andreewka“, und Gnadenfeld wurde „Wladimirowka“. Nur Nikolaipol behielt seinen alten Namen. Gnadenfeld/Wladimirowka bestand zu der Zeit aus sieben Gehöften und bekam daher von den Kirgisen einen zweiten Namen – „Djetykibit“ (kirgisisch für Sieben Häuser).
Mit der Ankunft weiterer Ansiedler in das Talas-Tal wurde 1890 das Dorf „Orlowka“ angelegt, später das Dorf „Nonnendorf“. 1909 übersiedelten Mennoniten aus Ak-Metschet bei Chiwa in das Talas-Tal und gründeten 6 km von Dimitrowka das Dorf „Hohendorf“ mit damals 18 Häusern; auf Russisch hieß es „Chiwinka“. Einige Jahre später gründeten weitere Zuwanderer „Johannesdorf“ im Talas-Tal. Anfang der 1920er Jahre gründeten deutsche Siedler das Dorf „Kalinowka - Kalininskoje“. Etwa 18 km von Aule-Ata befand sich ein weiteres von Deutschen angelegtes Dorf, „Bogoslowka“, neben dem russischen Dorf Serafimowka.
1926 lebten im Talas-Tal circa 2.800 Deutschstämmige, etwa ein Drittel der Gesamtbevölkerung in der Region.
Im Talas-Tal lebten die meisten Deutschen in Dorfgemeinschaften kompakt zusammen; deshalb wurde hier gegen Ende der 1920er Jahre sogar eine deutsche Wolostj (Bezirk) geschaffen. Auch der Schulunterricht wurde bis 1938 in deutscher Sprache gehalten.

### Einwanderungs- und Siedlungsphase
1920 lebten bereits 4.000 Deutsche in Kirgisistan, und in den 1930er Jahren wurden es nochmals mehr wegen der Hungersnot in Russland, der Ukraine und Kasachstan (Kirgisistan blieb davon verschont) und der Deportation von deutschen Großbauern an der Wolga. Diese wurden im Rahmen der Zwangskollektivierung unter Stalin als Kulaken diffamiert, enteignet und zwangsausgesiedelt.
Zum größten Teil waren die in Kirgisistan ansässigen Deutschen Ackerbauern. Die Kirgisistandeutschen litten weniger unter dem Stalinismus als ihre Verwandten im europäischen Teil der Sowjetunion.
1925 wurde Land im Talas-Tal knapp, und viele Neuankömmlinge konnten nur als landlose Tagelöhner Arbeit finden. Die Regierung gab daher zusätzliches Land im Tschui-Tal zur Ansiedlung frei. Daraufhin wurde zunächst das Dorf „Grünfeld“ angelegt, eine Tochterkolonie der vier ursprünglichen Dörfer im Talas-Tal. Einige Jahre später bekam diese Ansiedlung den Namen „Jurjewka“. 1927 teilte die Regierung der Sowjetrepublik Kirgisien weiteres Land zur Ansiedlung zu, und Siedler aus dem Talas-Tal gründeten das Dorf „Bergtal“, wo auch Landlose aus Bogoslowka eine neue Heimat fanden. 1931 wurde Bergtal mit Grüntal zur Kolchose Ragaduga zusammengeführt und nach der Auftrennung der Kolchose 1936 in „Rot-Front“ umbenannt. Heute ist Rot-Front/Bergtal neben der Mennonitensiedlung „Solnzewka“ in Russland das einzige mehrheitlich deutsche Dorf in den Ländern der GUS.
Die deutschen Dörfer „Luxemburg“ und „Friedenfeld“ in der Tschüi-Ebene wurden ebenfalls in den 1920er und 1930er Jahren gegründet. Die Siedler kamen mehrheitlich aus Sibirien und von der Wolga, zumeist als Flüchtlinge vor der dortigen Hungersnot.
Viele Deutsche lebten auch in russischen Dörfern, in Iwanowka, Wodnoje, Pokrowka, Talas, Tokmok usw.

### Die Dritte Welle
Die nächste große Einwanderungswelle fand von Sibirien und Kasachstan aus statt. Viele Deutsche, die von Stalin aufgrund der Auflösung der Wolgadeutschen Republik im Jahre 1941 nach Kasachstan deportiert worden waren, zogen nach Stalins Tod nach Kirgisistan, da das Klima dort erträglicher war als in der kasachischen Steppe. Die Sonderkommandantur für Deutsche war 1956 abgeschafft worden. In ihre ursprüngliche Heimat, aus der sie vor und während der Kriegsjahre ausgesiedelt worden waren, durften die Deutschen nicht zurückkehren. Viele von ihnen versuchten daher, aus dem kalten Sibirien und Kasachstan in eine wärmere Gegend zu ziehen. In Kirgisistan gab es zu der Zeit keine gesetzliche Begrenzung der Einreise und Ansiedlung, sodass es sich anbot, dorthin umzusiedeln. In 15 Jahren verdoppelte sich daher die Zahl der in Kirgisistan lebenden Deutschen.

### Mailuu-Suu
Die Ansiedlung Deutscher in der im Süden des Landes liegenden Bergarbeiterstadt Mailuussuu hat eine andere Geschichte. Nach dem Zweiten Weltkrieg wurden von 1946 bis 1948 viele Deutsche aus der gesamten Sowjetunion hierher geschickt. Viele wurden auch als sogenannte „Repatrianten“ aus dem besetzten Deutschland deportiert, um in der Gegend um Mailuu-Suu im Uranbergbau zu arbeiten. Nach einer Studie aus dem Jahre 2006 gilt Mailuu-Suu als eine der gefährlichsten und verseuchtesten Stellen der Erde.

## Rückwanderung nach 1970
Nach der Änderung der Gesetze 1986, als ein Antrag zur Ausreise aus der Sowjetunion möglich wurde, und besonders nach dem Untergang der Sowjetunion wanderten die meisten Deutschen in die Heimat ihrer Vorfahren aus. Antragsteller, die keine Genehmigung zur Einreise nach Deutschland erhalten konnten, gingen nach Sibirien, in die dort wiedergegründeten Nationalkreise Asowo bei Omsk und Halbstadt in der Region Altai oder in das Gebiet Kaliningrad. Der weitaus größte Teil der Kirgisistandeutschen entschloss sich jedoch zur Aussiedlung nach Deutschland. In kurzer Zeit verließen Kirgisistan fast 100.000 Deutsche. 2019 lebten noch etwa 8.300 Deutschstämmige in Kirgisistan. Seit 1992 besteht der Volksrat der Deutschen der Kirgisischen Republik.

## Persönlichkeiten
Prominente Kirgisistandeutsche – allesamt in Kirgisistan geboren und nach Deutschland emigriert – sind die Leichtathletin Lilli Schwarzkopf, die ehemalige Radsportlerin Kristina Vogel, der ehemalige Fußballprofi Vitus Nagorny, die Künstlerin Erika Hock, die Tänzerin Christina Luft und der Fußballtrainer Peter Neustädter.